# Port lotniczy Qimei
Port lotniczy Qimei (IATA: CMJ, ICAO: RCCM) – port lotniczy położony w Qimei, na Tajwanie. Obsługuje wyłącznie połączenia krajowe. 